# Марк Гајгер
Марк Гајгер (енгл. Mark Geiger; 25. август 1975) је амерички фудбалски судија.
Један је од судија на Светском првенству у фудбалу 2014. у Бразилу.